# 悪役商会 狼たちの仁義
『悪役商会 狼たちの仁義』（あくやくしょうかい おおかみたちのじんぎ）は、1991年3月8日に発売されたオリジナルビデオ。

## スタッフ
- 企画：黒澤満
- プロデューサー：山本勉
- 監督：原隆仁
- 原案∶岡ちよ
- 脚本：田部俊行
- 原案：八名信夫
- 撮影：森勝
- 音楽：梅林茂
- 音楽監督：鈴木清司
- 製作協力：セントラル・アーツ
- 製作：東映ビデオ

## キャスト
- 八名信夫
- 中村栄美子
- 丹古母鬼馬二
- 塩見三省
- 悪役商会